# Вернон (Коннектикут)
Вернон (англ. Vernon) — місто (англ. town) в США, в окрузі Толленд штату Коннектикут. Населення — 30 215 осіб (2020).

## Демографія
Згідно з переписом 2010 року, у місті мешкало 29 179 осіб у 12 976 домогосподарствах у складі 7363 родин. Було 13896 помешкань
Расовий склад населення:
| - 85,1 % — білих - 5,8 % — чорних або афроамериканців - 4,3 % — азіатів - 0,2 % — корінних американців - 2,0 % — осіб інших рас |

До двох чи більше рас належало 2,5 %. Частка іспаномовних становила 6,5 % від усіх жителів.
За віковим діапазоном населення розподілялося таким чином: 19,4 % — особи молодші 18 років, 65,0 % — особи у віці 18—64 років, 15,6 % — особи у віці 65 років та старші. Медіана віку мешканця становила 40,2 року. На 100 осіб жіночої статі у місті припадало 91,6 чоловіків;  на 100 жінок у віці від 18 років та старших — 88,7 чоловіків також старших 18 років.
Середній дохід на одне домашнє господарство  становив 76 454 долари США (медіана — 60 648), а середній дохід на одну сім'ю — 95 405 доларів (медіана — 83 053). Медіана доходів становила 61 462 долари для чоловіків та 45 114 долари для жінок. За межею бідності перебувало 8,5 % осіб, у тому числі 9,3 % дітей у віці до 18 років та 4,5 % осіб у віці 65 років та старших.
Цивільне працевлаштоване населення становило 15 405 осіб. Основні галузі зайнятості: освіта, охорона здоров'я та соціальна допомога — 28,0 %, виробництво — 11,6 %, роздрібна торгівля — 10,9 %.